# Alle cinque della sera
Alle cinque della sera è un film del 2003 diretto da Samira Makhmalbaf, vincitore del Premio della giuria al 56º Festival di Cannes.

## Trama
Alle cinque della sera racconta la situazione dell'Afghanistan del regime post-Talebano in maniera drammatica e nello stesso tempo documentaristica: Noqreh, giovane protagonista del film, dopo la caduta della dittatura, si libera dal burqa e, potendo frequentare la scuola (precedentemente proibita), sogna persino un futuro da presidentessa.
Il padre della ragazza, non condividendo il pensiero meno restrittivo della famiglia (considerato blasfemo), si ritroverà praticamente solo nel deserto, lasciandosi alle spalle la peccaminosa, per lui, Kabul.

## Riconoscimenti
- Premio della giuria al Festival di Cannes 2003